# Hoplocryptus centricolor
Hoplocryptus centricolor là một loài tò vò trong họ Ichneumonidae.